# Расстрел на Нангпа-Ла
Расстрел на Нангпа-Ла — инцидент, произошедший 30 сентября 2006 года на непальско-китайской границе. Группа тибетцев пыталась нелегально бежать в Непал через перевал Нангпа-Ла. При подъёме на перевал они были обстреляны китайскими пограничниками. Семнадцатилетняя монахиня Кельсанг Намцо была убита на месте, несколько тибетцев было ранено. 32 монаха было схвачено солдатами и часть из них позднее была выпущена на свободу, пройдя пытки и тюремное заключение. 18 из них, в возрасте от 7 до 22 лет (только одному было 35 лет), пропали без вести. Альпинисты, находящиеся в этом районе, наблюдали как пограничники с большого расстояния стреляли по медленно движущейся в глубоком снегу цепочке монахов. Китайские власти отрицали произошедшее, но вскоре в интернете были опубликованы снимки, сделанные словаком Павелом Кожеком, со склонов Чо-Ойю и видеозапись румына Сергиу Матея.